# Daniela Seguel
Daniela Valeska Seguel Carvajal (* 15. November 1992 in Santiago) ist eine ehemalige chilenische Tennisspielerin.

## Karriere
Seguel spielte überwiegend Turniere auf dem ITF Women’s Circuit, bei denen sie bereits 16 Einzel- und 28 Doppeltitel gewann.
Ihren größten Erfolg feierte sie 2014 mit ihrer Doppelpartnerin Tatiana Búa mit dem Finaleinzug beim WTA-Turnier in Straßburg.
Bei den Südamerikaspielen 2018 gewann sie die Goldmedaille im Doppel und die Silbermedaille im Einzel.
Seguel spielt seit 2010 für die chilenische Fed-Cup-Mannschaft; seitdem wurde sie für acht Begegnungen nominiert, in denen sie sowohl im Einzel als auch im Doppel eingesetzt wurde. Nach 16 Partien kann sie eine ausgeglichene Bilanz vorweisen (Einzel 5:5, Doppel 3:3).
2024 beendete sie ihre Karriere.

## Turniersiege

### Einzel
| Nr. | Datum             | Turnier          | Kategorie   | Belag     | Finalgegnerin                | Ergebnis          |
| --- | ----------------- | ---------------- | ----------- | --------- | ---------------------------- | ----------------- |
| 01. | 23. April 2011    | Córdoba          | ITF $10.000 | Sand      | Verónica Cepede Royg         | 7:64, 0:6, 6:4    |
| 02. | 24. März 2012     | Rancagua         | ITF $10.000 | Sand      | Carolina Zeballos            | 7:64, 6:3         |
| 03. | 14. April 2012    | Villa del Dique  | ITF $10.000 | Sand      | Patricia Ku Flores           | 1:6, 6:0, 7:5     |
| 04. | 21. April 2012    | Villa del Dique  | ITF $10.000 | Sand      | Victoria Bosio               | 7:5, 6:1          |
| 05. | 20. Oktober 2012  | Santiago         | ITF $10.000 | Sand      | Carolina Zeballos            | 2:6, 7:5, 7:64    |
| 06. | 21. Juni 2015     | Manzanillo       | ITF $10.000 | Hartplatz | Nazari Urbina                | 3:6, 6:4, 6:4     |
| 07. | 1. August 2015    | Buenos Aires     | ITF $10.000 | Sand      | Ana Sofía Sánchez            | 6:2, 6:2          |
| 08. | 8. August 2015    | Buenos Aires     | ITF $10.000 | Sand      | Fernanda Brito               | 7:5, 6:1          |
| 09. | 3. Oktober 2015   | Santa Fé         | ITF $10.000 | Sand      | María Fernanda Álvarez Terán | 6:2, 6:1          |
| 10. | 24. Oktober 2015  | Bucaramanga      | ITF $25.000 | Sand      | Montserrat Gonzalez          | 6:70, 6:3, 6:4    |
| 11. | 28. November 2015 | Santiago         | ITF $10.000 | Sand      | Catalina Pella               | 2:6, 6:2, Aufgabe |
| 12. | 30. Juli 2016     | Campos do Jordão | ITF $25.000 | Hartplatz | Aleksandrina Najdenowa       | 7:5, 4:6, 7:5     |
| 13. | 18. Juni 2017     | Barcelona        | ITF $60.000 | Sand      | Amandine Hesse               | 3:6, 7:65, 7:63   |
| 14. | 14. Oktober 2017  | Sevilla          | ITF $25.000 | Sand      | Marie Benoit                 | 2:6, 6:1, 6:2     |
| 15. | 12. Mai 2019      | Rom              | ITF W25     | Sand      | Gabriela Cé                  | 6:1, 7:5          |
| 16. | 26. Januar 2020   | Vero Beach       | ITF W25     | Sand      | Tereza Mrdeža                | 7:5, 6:4          |

### Doppel
| Nr. | Datum              | Turnier             | Kategorie   | Belag        | Partnerin              | Finalgegnerinnen                          | Ergebnis          |
| --- | ------------------ | ------------------- | ----------- | ------------ | ---------------------- | ----------------------------------------- | ----------------- |
| 01. | November 2010      | Concepción          | ITF $10.000 | Sand         | Fernanda Brito         | Karen Castiblanco Camila Silva            | 6:2, 6:3          |
| 02. | 13. Mai 2011       | Itaparica           | ITF $10.000 | Hartplatz    | Nathália Rossi         | Andrea Benítez Raquel Piltcher            | 3:6, 6:0, [10:7]  |
| 03. | November 2011      | Rancagua            | ITF $10.000 | Sand         | Belén Ludueña          | Carla Forte Flavia Guimaraes Bueno        | 6:4, 4:6, [10:5]  |
| 04. | März 2012          | Rancagua            | ITF $10.000 | Sand         | Patricia Kú Flores     | Fernanda Brito Raquel Piltcher            | 7:62, 7:5         |
| 05. | April 2012         | Villa María         | ITF $10.000 | Sand         | Patricia Kú Flores     | María Fernanda Álvarez Terán Camila Silva | 4:6, 6:1, [10:4]  |
| 06. | April 2012         | Villa del Dique     | ITF $10.000 | Sand         | Luciana Sarmenti       | Sofía Luini Guadalupe Pérez Rojas         | 6:4, 5:7, [10:5]  |
| 07. | Juli 2012          | Brüssel             | ITF $10.000 | Sand         | Anna Smolina           | Elyne Boeykens Karolina Wlodarczak        | 2:6, 6:2, [10:7]  |
| 08. | 14. September 2012 | Buenos Aires        | ITF $10.000 | Sand         | Fernanda Brito         | Sofía Luini Guadalupe Pérez Rojas         | 6:1, 6:3          |
| 09. | 26. Oktober 2012   | Santiago de Chile   | ITF $10.000 | Sand         | Cecilia Costa Melgar   | Ornella Caron Aranza Salut                | 6:3, 6:4          |
| 10. | 23. November 2012  | Temuco              | ITF $10.000 | Sand         | Victoria Bosio         | Sachie Ishizu Daniela Schippers           | 6:4, 6:2          |
| 11. | 22. März 2013      | Gonesse             | ITF $10.000 | Sand (Halle) | Cindy Burger           | Anne Schäfer Kateřina Vaňková             | 6:76, 6:3, [10:2] |
| 12. | 16. August 2013    | Westende            | ITF $25.000 | Hartplatz    | Tatiana Búa            | Antonia Lottner Diāna Marcinkēviča        | 6:3, 5:7, [11:9]  |
| 13. | 23. August 2013    | Wanfercée-Baulet    | ITF $10.000 | Sand         | Tatiana Búa            | Amandine Hesse Deniz Khazaniuk            | 6:4, 6:2          |
| 14. | 7. September 2013  | Alphen aan den Rijn | ITF $25.000 | Sand         | Cindy Burger           | Demi Schuurs Eva Wacanno                  | 6:4, 6:1          |
| 15. | 13. September 2013 | Mont-de-Marsan      | ITF $25.000 | Sand         | Cecilia Costa Melgar   | Alizé Lim Laura Thorpe                    | 6:4, 6:2          |
| 16. | 27. Februar 2015   | Beinasco            | ITF $25.000 | Sand (Halle) | Demi Schuurs           | Xenia Knoll Alice Matteucci               | 6:4, 4:6, [11:9]  |
| 17. | 1. August 2015     | Buenos Aires        | ITF $10.000 | Sand         | Fernanda Brito         | Nathaly Kurata Eduarda Piai               | 6:2, 6:2          |
| 18. | 7. August 2015     | Buenos Aires        | ITF $10.000 | Sand         | Fernanda Brito         | Nathaly Kurata Eduarda Piai               | 6:3, 6:2          |
| 19. | 24. Oktober 2015   | Bucaramanga         | ITF $25.000 | Sand         | Aleksandrina Najdenowa | Montserrat González Francesca Segarelli   | 6:2, 7:63         |
| 20. | 26. Februar 2016   | São Paulo           | ITF $25.000 | Sand         | Catalina Pella         | Tara Moore Conny Perrin                   | 6:3, 6:1          |
| 21. | 11. März 2016      | Curitiba            | ITF $25.000 | Sand         | Catalina Pella         | Martina Caregaro Réka Luca Jani           | 6:3, 7:65         |
| 22. | 27. Mai 2016       | Grado               | ITF $25.000 | Sand         | Catalina Pella         | Başak Eraydın Alice Matteucci             | 6:2, 7:68         |
| 23. | 11. März 2017      | São Paulo           | ITF $25.000 | Sand         | Catalina Pella         | Gabriela Cé Andrea Gámiz                  | 7:5, 3:6, [10:5]  |
| 24. | 29. April 2017     | Tunis               | ITF $60.000 | Sand         | Guadalupe Pérez Rojas  | Ágnes Bukta Vivien Juhászová              | 6:73, 6:3, [11:9] |
| 25. | 24. September 2017 | Saint-Malo          | ITF $60.000 | Sand         | Diāna Marcinkēviča     | Irina Maria Bara Mihaela Buzarnescu       | 6:3, 6:3          |
| 26. | 23. Oktober 2021   | Rio do Sul          | ITF W25     | Sand         | Katharina Gerlach      | Bárbara Gatica Rebeca Pereira             | 7:68, 6:3         |
| 27. | März 2022          | Medellín            | ITF W25     | Sand         | Conny Perrin           | María Carlé Laura Pigossi                 | 6:2, 5:7, [10:8]  |
| 28. | 25. Juni 2022      | Périgueux           | ITF W25     | Sand         | Rebeca Pereira         | Emily Appleton Alexandra Osborne          | 6:4, 6:1          |